# Rashid Sumaila
Rashid Sumaila (Cape Coast, 18 dicembre 1992) è un calciatore ghanese, difensore svincolato.

## Carriera

### Club
Dopo la trafila in patria nel 2013 passa ai sudafricani del Mamelodi Sundowns. Ha giocato 2 partite nella CAF Champions League.

### Nazionale
Con la nazionale ghanese ha partecipato alla Coppa delle nazioni africane 2012.

## Palmarès

### Club

#### Competizioni nazionali
- Campionato ghanese: 1

Asante Kotoko: 2012-2013
- Ghana Super Cup: 2

Asante Kotoko: 2012, 2013
- Campionato serbo: 1

Stella Rossa: 2018-2019